# Csabrendek
Csabrendek is een plaats (község) en gemeente in het Hongaarse comitaat Veszprém. Csabrendek telt 3011 inwoners (2001).